# Stanisław Mitera
Stanisław Wawrzyniec Mitera (ur. 10 sierpnia 1890 w Skołyszynie, zm. 22 listopada 1915 pod Kostiuchnówką) – harcerz, działacz niepodległościowy, historyk, nauczyciel, chorąży Legionów Polskich, kawaler Orderu Virtuti Militari. 

## Życiorys
Urodził się 10 sierpnia 1890 w Skołyszynie, w ówczesnym powiecie jasielskim Królestwa Galicji i Lodomerii jako syn Adolfa (1856–1935), nauczyciela ludowego, i nauczycielki Walerii z Hnatowiczów (1862–1950) . Był starszym bratem Kazimierza (1897–1936), także legionisty, i Zygmunta (1903–1940), doktora inżyniera geofizyki stosowanej i oficera Wojska Polskiego, ofiary zbrodni katyńskiej. W 1900 ukończył szkołę powszechną w Skołyszynie. Następnie przez 6 lat uczęszczał do gimnazjum w Jaśle, klasy 7–8 ukończył w gimnazjum w Podgórzu, gdzie w 1908 zdał maturę. Studiował polonistykę i germanistykę na Wydziale Filozoficznym Uniwersytetu Jagiellońskiego. Przez rok (1910–1911) wiedzę pogłębiał na Uniwersytecie w Berlinie. W Berlinie pracował także społecznie wśród kolonii polskich robotników, prowadząc wykłady z literatury polskiej. Po powrocie do kraju ukończył studia na UJ, w 1913 uzyskał tytuł naukowy doktora. Podczas studiów wstąpił do Polskiego Towarzystwa Gimnastyczne „Sokół” w Podgórzu. Od 1912 działał w Związku Strzeleckim. Należał do Towarzystwa Szkoły Ludowej i harcerstwa. Był autorem prac poświęconych księdzu Piotrowi Skardze: O pogrzebowych kazaniach Skargi, Piękno w dziełach Skargi, Indywidualność twórcza Skargi. W roku szkolnym 1913/14, jako „kandydat do stanu nauczycielskiego” odbywał kurs praktyczny w c. k. Gimnazjum Realnym (IV.) w Krakowie. Uczył języka niemieckiego w klasie Va, w wymiarze 4 godzin tygodniowo.

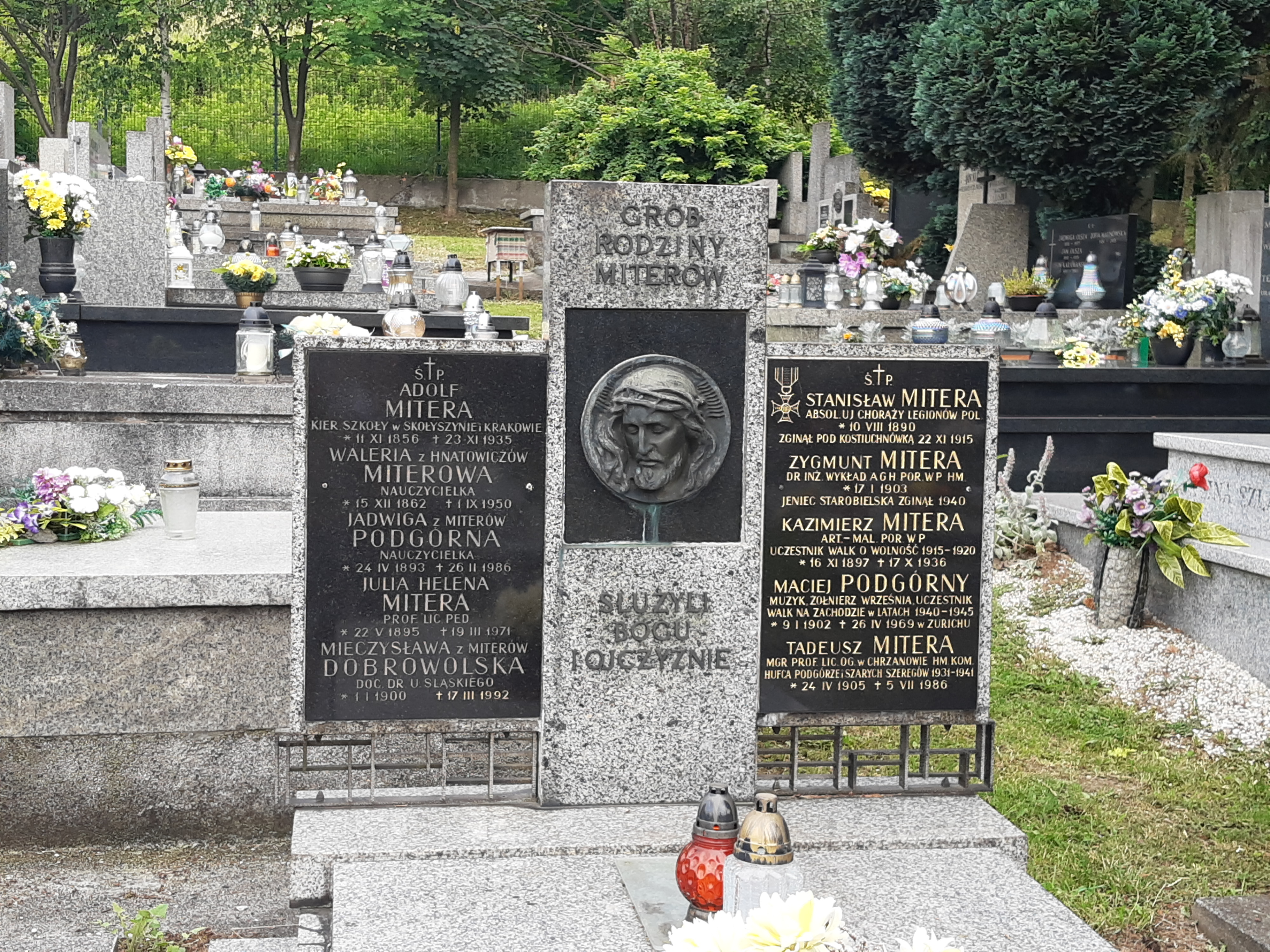
Grób Stanisława Mitery na Cmentarzu Podgórskim

18 października 1914 wstąpił do Legionów Polskich. Od połowy stycznia do połowy maja 1915 uczęszczał do Szkoły Podchorążych Legionów Polskich w Marmaros-Sziget i Kamieńsku. 14 maja 1915, po ukończeniu szkoły „ze stopniem dostatecznym”, został mianowany aspirantem oficerskim w randze tytularnego sierżanta z poborami plutonowego. Następnie służył w Batalionie Uzupełniającym nr I. W lipcu 1915 przydzielony do sformowanego wówczas 6 pułku piechoty i służył w 3 kompanii I batalionu tej jednostki. Został mianowany chorążym piechoty 9 sierpnia 1915. Był komendantem I plutonu 3. kompanii, a potem komendantem 3. kompanii w macierzystym pułku.
25 października 1915 „szczególnie odznaczył się w czasie akcji pod Kopnem na Wołyniu, gdzie dowodząc plutonem uczestniczył w patrolu mającym wziąć do niewoli żołnierzy rosyjskich. Zginął podczas brawurowo przeprowadzonej akcji”. Za tę postawę został odznaczony Orderem Virtuti Militari.
Poległ pod Kostiuchnówką 22 listopada 1915. Został pochowany w Wołczecku, a później na Cmentarzu Podgórskim w Krakowie. Był kawalerem.

## Ordery i odznaczenia
- Krzyż Srebrny Orderu Wojskowego Virtuti Militari nr 6375 – pośmiertnie, 17 maja 1922[19][1][20][3][21]
- Krzyż Niepodległości – pośmiertnie, 6 czerwca 1931 „za pracę w dziele odzyskania niepodległości”[22][1]